# Żywieci buszbaleset
A żywieci buszbaleset 1978. november 15-én történt, helyi idő szerint 04:50 perckor a Żywiec város közelében fekvő Żywiec-víztározónál, Lengyelország délnyugati részén, Oczków település határában. Az áldozatok számát tekintve ez a második legsúlyosabb közúti tragédia az országban a második világháború vége óta. A balesetben harminc ember vesztette életét, és kilencen megsérültek. Az ország történetének legsúlyosabb közúti balesete az 1994-es gdański buszbaleset volt.
A baleset egy PKS Autosan H9-03 típusú autóbusszal történt, helyi idő szerint hajnali 4:50 perckor, amikor is megcsúszott a hídon az autóbusz, és mintegy 18 méteres magasságból belezuhant a Żywiec-tóba. Harminc ember a helyszínen életét vesztette. Kilenc embert sikerült kimenteni a busz roncsai közül. 
A buszon a brzeszczei, a mysłowicei és a ziemowiti szénbányák bányászai utaztak, valamint a két buszsofőr is az áldozatok között volt.
A balesetről készült jegyzőkönyv tanúsága szerint a szerencsétlenséget a nem megfelelően megválasztott sebesség, illetve a -6 fokos hidegben a vizes út lefagyása okozta. A hídon emléktábla őrzi a tragédia emlékét. A baleset három legfiatalabb áldozata mindössze 18 éves, míg a legidősebb 48 éves volt.

## A katasztrófa áldozatainak névsora
Zárójelben az áldozatok életkora olvasható.
1. Józef Adamek (35)
2. Tadeusz Bargiel (36)
3. Leszek Barteczko (26)
4. Bolesław Cader (46)
5. Roman Fic (23)
6. Henryk Fidyk (43)
7. Tadeusz Filipiak (27)
8. Jan Górny (31)
9. Józef Górny (30)
10. Antoni Habiciak (27)
11. Kazimierz Kastelik (30)
12. Janusz Kobza (22)
13. Waldemar Kubalańca (18)
14. Bogumił Kucharski (35)
15. Tadeusz Kupczak (27)
16. Zygmunt Kupczak (32)
17. Andrzej Lach (21)
18. Leszek Mrowiec (20)
19. Jan Pach (27)
20. Kazimierz Ścieszka (22)
21. Jan Tomaszek (29)
22. Stanisław Urbaniec (18)
23. Jerzy Walaszek (19)
24. Natalia Walaszek (23)
25. Stanisław Widuch (18)
26. Franciszek Wieczorek (38)
27. Antoni Wiewióra (26)
28. Czesław Wróbel (24)
29. Stanisław Wrzeszcz (27)
30. Bolesław Zoń (48)

## Fordítás
Ez a szócikk részben vagy egészben  a   Katastrofa drogowa pod Żywcem című lengyel Wikipédia-szócikk ezen változatának fordításán alapul.  Az eredeti cikk szerkesztőit annak laptörténete sorolja fel. Ez a jelzés csupán a megfogalmazás eredetét és a szerzői jogokat jelzi, nem szolgál a cikkben szereplő információk forrásmegjelöléseként.